# جری وکسلر
جری وکسلر (انگلیسی: Jerry Wexler؛ ۱۰ ژانویهٔ ۱۹۱۷ – ۱۵ اوت ۲۰۰۸) یک تهیه‌کننده موسیقی اهل ایالات متحده آمریکا بود.